# Parathesis travisae
Parathesis travisae är en viveväxtart som beskrevs av Cyrus Longworth Lundell. Parathesis travisae ingår i släktet Parathesis och familjen viveväxter. Inga underarter finns listade i Catalogue of Life.